# KRL Commuterline

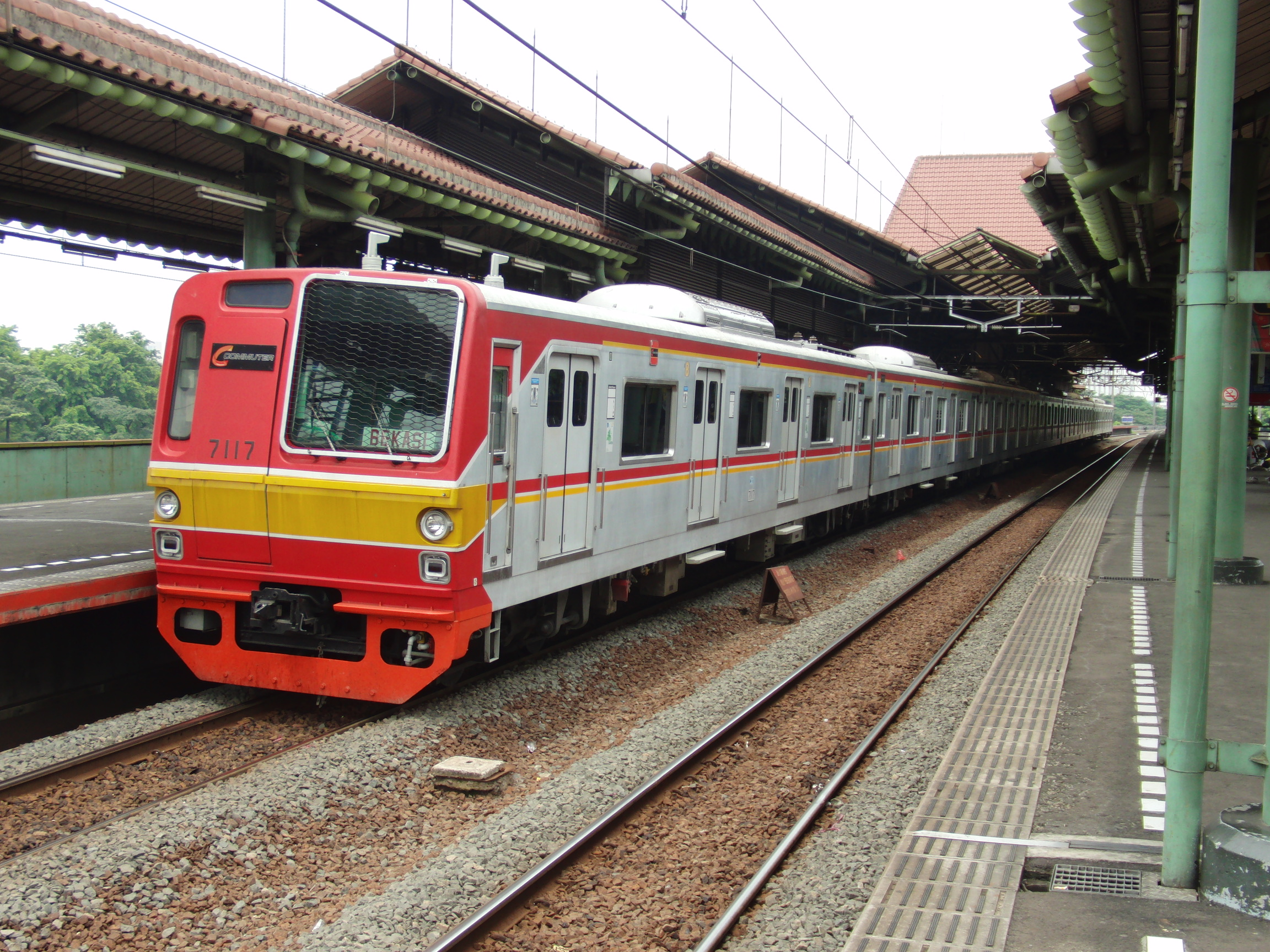
Một đoàn tàu KRL Jabotabek 7117 ở Gambir, Indonesia

Logo

KRL Jabotabek (đã đổi tên thành: PT Kereta Commuter Indonesia) là hệ thống đường sắt đô thị phục vụ vùng đô thị Jabotabek ở Indonesia. Đây là công ty con của PT Kereta Api Indonesia và được thành lập vào 15 tháng 9 năm 2008 để giải quyết tình trạng giao thông tắc nghẽn ở các vùng đô thị.

## Các tuyến
Hệ thống KRL Jabotabek có 6 tuyến đường:
- Tuyến Lingkar Kota: đây là tuyến trung tâm và là một tuyến vòng tròn.
- Tuyến Bogor: Khu vực trung tâm Jakarta – Thành phố Bogor.
- Tuyến Tangjun Priok: Khu vực trung tâm – Phần phía Đông.
- Tuyến Bekasi: Trung tâm Jakarta – Thành phố Bekasi.
- Tuyến Tanggerang: Trung tâm Jakarta – Thành phố Tanggerang.
- Tuyến Serpong: Trung tâm Jakarta – Serpong.

## Các loại tàu
Các tàu vận hành trên hệ thống KRL Jabotabek gồm ba loại:
- Loại đặc biệt nhanh (Ekspres)
- Loại nhanh (Semi Ekspres)
- Loại thường (Ekonomi)

Ba loại này không chỉ khác nhau ở vận tốc mà còn cả ở tiện nghi. Tàu loại thường không có điều hòa không khí.